# Rugby à sept aux Jeux asiatiques de 2006
Navigation
2002 2010
Les épreuves de rugby à sept aux Jeux asiatiques de 2006 se sont déroulées les 10 et 11 décembre 2006 au Al-Arabi Football Stadium, à Doha, au Qatar. L'épreuve est disputée entre neuf équipes qui s'affrontent dans trois poules de trois équipes, la première de chaque poule se qualifiant pour les demi-finales ainsi que l'équipe terminant « meilleure deuxième ». Le Japon remporte la compétition en dominant la Corée du Sud en finale sur le score de 27 à 26.

## Équipes participantes
Neuf équipes participent au tournoi masculin :
- Chine
- Corée du Sud
- Hong Kong
- Inde
- Japon
- Qatar
- Sri Lanka
- Taipei chinois
- Thaïlande

## Résultats

### Phase de poule
Les neuf équipes participantes s'affrontent dans trois poules de trois équipes, la première de chaque poule se qualifiant pour les demi-finales ainsi que l'équipe terminant « meilleure deuxième ».

#### Poule A
| Rang | Pays         | J | V | N | D | Pm | Pe | Diff | Pts |
| ---- | ------------ | - | - | - | - | -- | -- | ---- | --- |
| 1    | Corée du Sud | 2 | 2 | 0 | 0 | 63 | 7  | +56  | 6   |
| 2    | Hong Kong    | 2 | 1 | 0 | 1 | 33 | 42 | -9   | 4   |
| 3    | Thaïlande    | 2 | 0 | 0 | 2 | 21 | 68 | -47  | 2   |

| 10 décembre | Corée du Sud | 21 – 7 | Hong Kong | Al-Arabi Football Stadium |
| 10 décembre |              |        |           | Al-Arabi Football Stadium |
| 10 décembre |              |        |           | Al-Arabi Football Stadium |

| 10 décembre | Thaïlande | 21 – 46 | Hong Kong | Al-Arabi Football Stadium |
| 10 décembre |           |         |           | Al-Arabi Football Stadium |
| 10 décembre |           |         |           | Al-Arabi Football Stadium |

| 10 décembre | Corée du Sud | 42 – 0 | Thaïlande | Al-Arabi Football Stadium |
| 10 décembre |              |        |           | Al-Arabi Football Stadium |
| 10 décembre |              |        |           | Al-Arabi Football Stadium |

#### Poule B
| Rang | Pays      | J | V | N | D | Pm | Pe | Diff | Pts |
| ---- | --------- | - | - | - | - | -- | -- | ---- | --- |
| 1    | Chine     | 2 | 2 | 0 | 0 | 72 | 5  | +67  | 6   |
| 2    | Sri Lanka | 2 | 1 | 0 | 1 | 53 | 31 | +22  | 4   |
| 3    | Inde      | 2 | 0 | 0 | 2 | 0  | 89 | -89  | 2   |

| 10 décembre | Chine | 41 – 0 | Inde | Al-Arabi Football Stadium |
| 10 décembre |       |        |      | Al-Arabi Football Stadium |
| 10 décembre |       |        |      | Al-Arabi Football Stadium |

| 10 décembre | Sri Lanka | 48 – 0 | Inde | Al-Arabi Football Stadium |
| 10 décembre |           |        |      | Al-Arabi Football Stadium |
| 10 décembre |           |        |      | Al-Arabi Football Stadium |

| 10 décembre | Chine | 31– 5 | Sri Lanka | Al-Arabi Football Stadium |
| 10 décembre |       |       |           | Al-Arabi Football Stadium |
| 10 décembre |       |       |           | Al-Arabi Football Stadium |

#### Poule C
| Rang | Pays           | J | V | N | D | Pm | Pe  | Diff | Pts |
| ---- | -------------- | - | - | - | - | -- | --- | ---- | --- |
| 1    | Japon          | 2 | 2 | 0 | 0 | 87 | 7   | +80  | 6   |
| 2    | Taipei chinois | 2 | 1 | 0 | 1 | 89 | 24  | +65  | 4   |
| 3    | Qatar          | 2 | 0 | 0 | 2 | 0  | 140 | -140 | 2   |

| 10 décembre | Taipei chinois | 82 – 0 | Qatar | Al-Arabi Football Stadium |
| 10 décembre |                |        |       | Al-Arabi Football Stadium |
| 10 décembre |                |        |       | Al-Arabi Football Stadium |

| 10 décembre | Japon | 58 – 0 | Qatar | Al-Arabi Football Stadium |
| 10 décembre |       |        |       | Al-Arabi Football Stadium |
| 10 décembre |       |        |       | Al-Arabi Football Stadium |

| 10 décembre | Taipei chinois | 7 – 24 | Japon | Al-Arabi Football Stadium |
| 10 décembre |                |        |       | Al-Arabi Football Stadium |
| 10 décembre |                |        |       | Al-Arabi Football Stadium |

### Tableau final
|  | Demi-finales   | Demi-finales |                         |    | Finale      | Finale      |
|  | Demi-finales   | Demi-finales |                         |    | Finale      | Finale      |
|  |                |              |                         |    |             |             |
|  | 11 décembre    | 11 décembre  |                         |    | 11 décembre | 11 décembre |
|  | 11 décembre    | 11 décembre  |                         |    | 11 décembre | 11 décembre |
|  | Japon          | 22           |                         |    | 11 décembre | 11 décembre |
|  | Japon          | 22           |                         |    | 11 décembre | 11 décembre |
|  | Taipei chinois | 7            |                         |    | 11 décembre | 11 décembre |
|  | Taipei chinois | 7            | Japon                   | 27 |             |             |
|  | 11 décembre    |              | Japon                   | 27 |             |             |
|  |                | Corée du Sud | 26                      |    |             |             |
|  | Chine          | Corée du Sud | 26                      | 5  |             |             |
|  | Chine          |              |                         | 5  |             |             |
|  | Corée du Sud   | 19           |                         |    |             |             |
|  | Corée du Sud   | 19           | Finale pour la 3e place |    |             |             |
|  |                |              |                         |    |             |             |
|  | 11 décembre    |              |                         |    |             |             |
|  |                |              |                         |    |             |             |
|  | Taipei chinois | 12           |                         |    |             |             |
|  | Taipei chinois | 12           |                         |    |             |             |
|  | Chine          | 19           |                         |    |             |             |
|  | Chine          | 19           |                         |    |             |             |

## Podium
| Médaille | Pays         | Joueurs |
| -------- | ------------ | --- |
| Or       | Japon        | Takeshi Fujiwara, Eiji Yamamoto, Yuki Okuzono, Yusaku Kuwazuru, Hiroki Yoshida, Takashi Sato, Takashi Suzuki, Yusuke Kobuki, Masahiro Tsuiki, Akihito Yamada, Hiroki Yamazaki, Yohei Shinomiya |
| Argent   | Corée du Sud | Lee Kwang Moon, Yoo Min Hyung, Youn Kwon Woo, Yang Young Hun, Yun Hi Su, Kim Hyung Ki, Chae Jae Young, Kim Jong-su, Kwak Chul Woong, Chun Jong Man, You Young Nam, Lee Myung Geun              |
| Bronze   | Chine        | He Zhongliang, Wang Jiacheng, Sun Tao, Xu Hui, Zhang Zhiqiang, Yuan Feng, Li Yang, Wang Chongyi, Lu Zhuan, Jiang Xuming, Zhang Heng, Liu Kai                                                   |